# کامی‌شدگی (تغییر صوتی)
در زبان‌شناسی، کامی‌شدگی (به انگلیسی: Palatalization) نوعی تغییر صوتی است طی آن یک همخوان غیرکامی مانند ک در انگلیسی تبدیل به یک همخوان کامی مثل چ می‌شود.